# 諾克斯維爾 (阿拉巴馬州)
諾克斯維爾（英語：Knoxville）是一個位於美國阿拉巴馬州格林縣的非建制地區。該地的面積和人口皆未知。

## 地理
諾克斯維爾的座標為32°59′32″N 87°47′26″W / 32.99222°N 87.79055°W，而該地最高點為海拔高度88米（即289英尺）。